# جون بيرش (مهندس)
جون بيرش (بالإنجليزية: John Birch)‏ هو مهندس نيوزيلندي، ولد في 1867، وتوفي في 19 فبراير 1945.